# La Ville-ès-Nonais
La Ville-ès-Nonais [la vil ɛs nɔnɛ] est une commune française située dans le département d'Ille-et-Vilaine, en région Bretagne, peuplée de 1 226 habitants.

## Géographie

### Communes limitrophes
|                      | Saint-Suliac                        | Saint-Père-Marc-en-Poulet, Châteauneuf-d'Ille-et-Vilaine |
| Estuaire de la Rance | La Ville-ès-Nonais                  | Miniac-Morvan (par un quadripoint)                       |
|                      | Pleudihen-sur-Rance (Côtes-d'Armor) |                                                          |

### Lieux-dits et écarts
- la Baguais
- Doslet
- Pontlivard
- le Port Saint-Jean
- Vaudoré

### Hydrographie
Pour un article plus général, voir Réseau hydrographique d'Ille-et-Vilaine.
La commune est située dans le bassin Loire-Bretagne. Elle n'est drainée par aucun cours d'eau,.

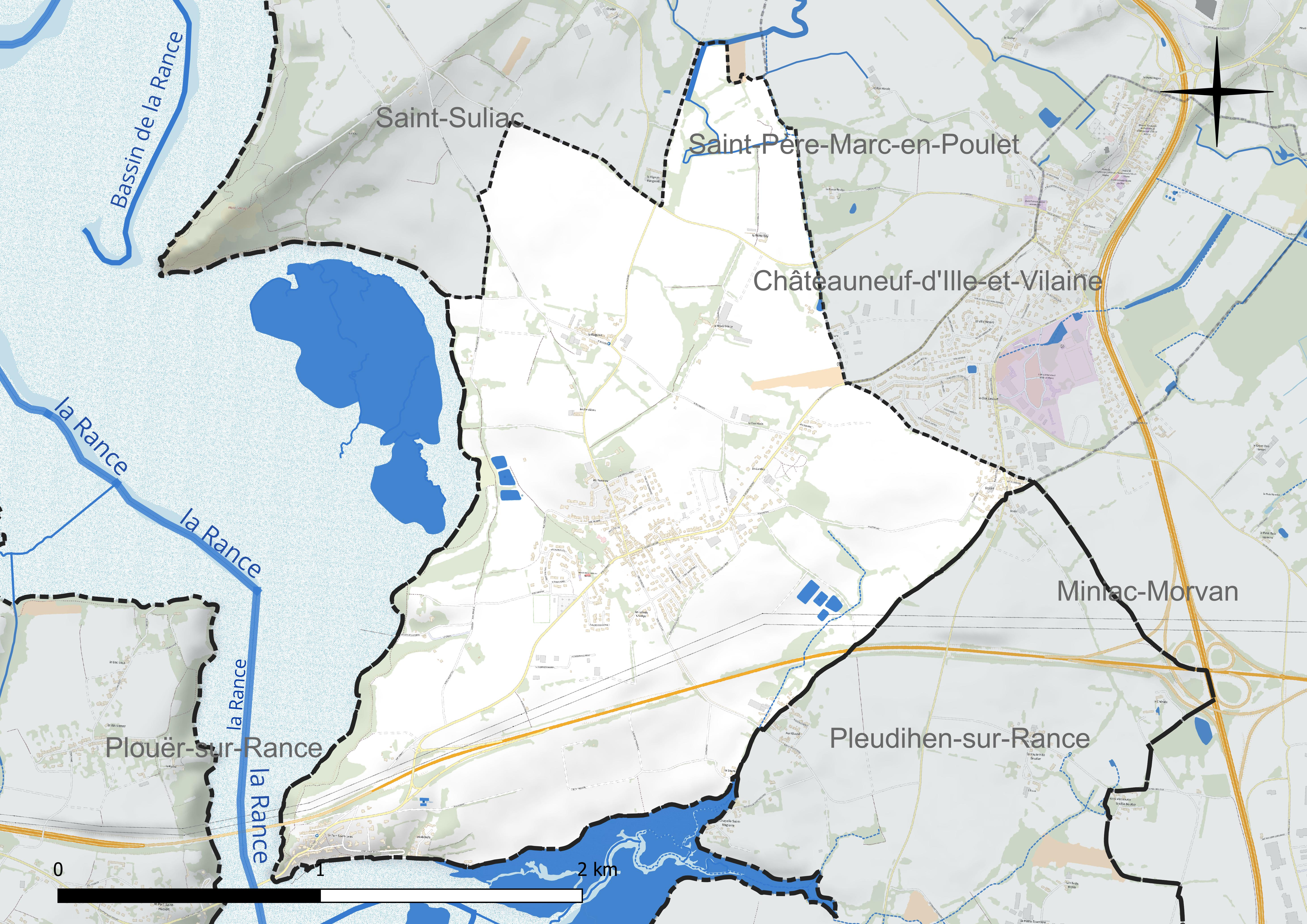
Réseau hydrographique de la Ville-ès-Nonais.

### Climat
Pour des articles plus généraux, voir Climat de la Bretagne et Climat d'Ille-et-Vilaine.
En 2010, le climat de la commune est de type climat océanique franc, selon une étude du CNRS s'appuyant sur une série de données couvrant la période 1971-2000. En 2020, Météo-France publie une typologie des climats de la France métropolitaine dans laquelle la commune est exposée à un climat océanique et est dans la région climatique  Bretagne orientale et méridionale, Pays nantais, Vendée, caractérisée par une faible pluviométrie en été et une bonne insolation. Parallèlement l'observatoire de l'environnement en Bretagne publie en 2020 un zonage climatique de la région Bretagne, s'appuyant sur des données de Météo-France de 2009. La commune est, selon ce zonage, dans la zone « Intérieur », exposée à un climat médian, à dominante océanique.  
Pour la période 1971-2000, la température annuelle moyenne est de 11,4 °C, avec une amplitude thermique annuelle de 11,9 °C. Le cumul annuel moyen de précipitations est de 722 mm, avec 12 jours de précipitations en janvier et 6,6 jours en juillet. Pour la période 1991-2020, la température moyenne annuelle observée sur la station météorologique la plus proche, située sur la commune de Pleurtuit à 9 km à vol d'oiseau, est de 11,9 °C et le cumul annuel moyen de précipitations est de 752,0 mm,. Pour l'avenir, les paramètres climatiques de la commune estimés pour 2050 selon différents scénarios d'émission de gaz à effet de serre sont consultables sur un site dédié publié par Météo-France en novembre 2022.

## Urbanisme

### Typologie
Au 1er janvier 2024, La Ville-ès-Nonais est catégorisée bourg rural, selon la nouvelle grille communale de densité à sept niveaux définie par l'Insee en 2022.
Elle est située hors unité urbaine. Par ailleurs la commune fait partie de l'aire d'attraction de Saint-Malo, dont elle est une commune de la couronne,. Cette aire, qui regroupe 35 communes, est catégorisée dans les aires de 50 000 à moins de 200 000 habitants,.
La commune, bordée par la Manche, est également une commune littorale au sens de la loi du 3 janvier 1986, dite loi littoral. Des dispositions spécifiques d'urbanisme s'y appliquent dès lors afin de préserver les espaces naturels, les sites, les paysages et l'équilibre écologique du littoral, tel le principe d'inconstructibilité, en dehors des espaces urbanisés, sur la bande littorale des 100 mètres, ou plus si le plan local d'urbanisme le prévoit.

### Occupation des sols
L'occupation des sols de la commune, telle qu'elle ressort de la base de données européenne d'occupation biophysique des sols Corine Land Cover (CLC), est marquée par l'importance des territoires agricoles (87,2 % en 2018), en diminution par rapport à 1990 (90,1 %). La répartition détaillée en 2018 est la suivante : 
terres arables (49,6 %), zones agricoles hétérogènes (28,2 %), zones urbanisées (11,7 %), prairies (9,4 %), zones humides côtières (1,1 %). L'évolution de l'occupation des sols de la commune et de ses infrastructures peut être observée sur les différentes représentations cartographiques du territoire : la carte de Cassini (XVIIIe siècle), la carte d'état-major (1820-1866) et les cartes ou photos aériennes de l'IGN pour la période actuelle (1950 à aujourd'hui).

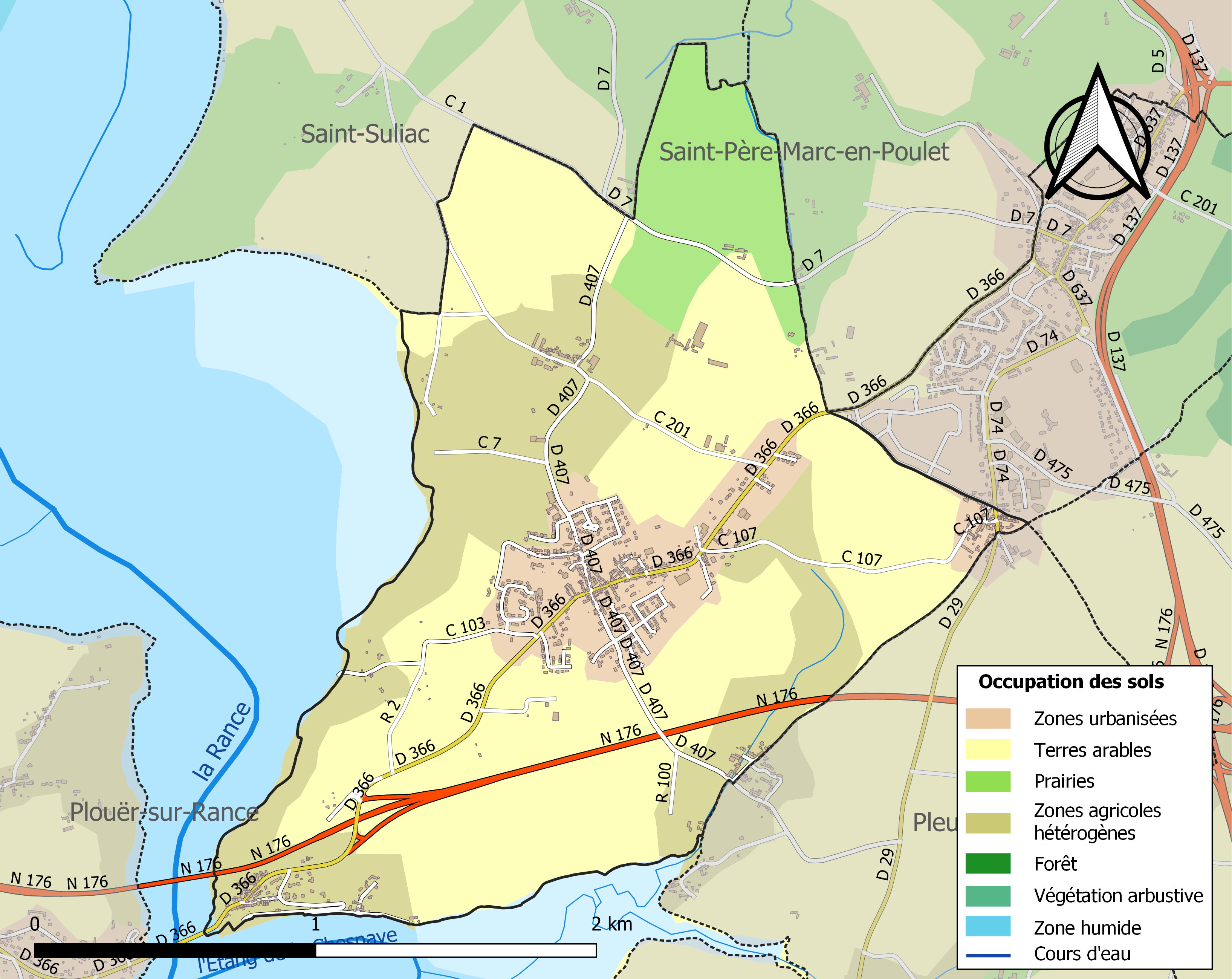
Carte des infrastructures et de l'occupation des sols de la commune en 2018 (CLC).

## Toponymie
Son origine vient d'un couvent de religieuses qui occupa longtemps le centre du bourg, « La Ville aux Nonnes ».

## Histoire
La commune a été créée en 1850 par démembrement de la commune de Saint-Suliac.
Dès 1827, un second vicaire de la paroisse de Saint-Suliac, dessert spécifiquement la chapelle Sainte-Anne de La Ville-ès-Nonais. L'ordonnance du 19 octobre 1847, crée une succursale paroissiale à La Ville-ès-Nonais, la paroisse étant ainsi reconnue, la section est érigée en commune trois ans plus tard : le 26 juin 1850, le président de la République, Louis-Napoléon, signe les pièces ; le 20 juillet, l'Assemblée nationale approuve le projet de la loi de séparation : la commune compte alors 945 habitants et s'étend sur 434 hectares.

## Politique et administration
| Période                                  | Période                  | Identité           | Étiquette | Qualité                         |
| ---------------------------------------- | ------------------------ | ------------------ | --------- | ------------------------------- |
| 1947                                     | 19..                     | Hippolyte Piquet   | MRP       |                                 |
| janvier 1975                             | février 1980 (démission) | Louis Roty         |           |                                 |
| avril 1980                               | mars 2001                | Philippe Lecoulant |           | Inséminateur                    |
| mars 2001                                | 26 mai 2020              | Michel Lefeuvre    | DVD       | Retraité de la marine marchande |
| 26 mai 2020                              | En cours                 | Jean-Malo Cornée   |           | Salarié du secteur médical      |
| Les données manquantes sont à compléter. |                          |                    |           |                                 |

## Démographie
L'évolution du nombre d'habitants est connue à travers les recensements de la population effectués dans la commune depuis 1851. Pour les communes de moins de 10 000 habitants, une enquête de recensement portant sur toute la population est réalisée tous les cinq ans, les populations de référence des années intermédiaires étant quant à elles estimées par interpolation ou extrapolation. Pour la commune, le premier recensement exhaustif entrant dans le cadre du nouveau dispositif a été réalisé en 2008.
En 2022, la commune comptait 1 226 habitants, en évolution de +3,55 % par rapport à 2016 (Ille-et-Vilaine : +5,46 %, France hors Mayotte : +2,11 %).
| 1851 | 1856  | 1861 | 1866 | 1872 | 1876 | 1881 | 1886 | 1891 |
| ---- | ----- | ---- | ---- | ---- | ---- | ---- | ---- | ---- |
| 942  | 1 013 | 935  | 944  | 782  | 915  | 895  | 868  | 871  |

| 1896 | 1901 | 1906 | 1911 | 1921 | 1926 | 1931 | 1936 | 1946 |
| ---- | ---- | ---- | ---- | ---- | ---- | ---- | ---- | ---- |
| 878  | 844  | 838  | 831  | 737  | 709  | 693  | 650  | 618  |

| 1954 | 1962 | 1968 | 1975 | 1982 | 1990 | 1999 | 2006 | 2008  |
| ---- | ---- | ---- | ---- | ---- | ---- | ---- | ---- | ----- |
| 580  | 576  | 537  | 504  | 581  | 634  | 681  | 949  | 1 025 |

| 2013  | 2018  | 2022  | - | - | - | - | - | - |
| ----- | ----- | ----- | - | - | - | - | - | - |
| 1 125 | 1 222 | 1 226 | - | - | - | - | - | - |

## Lieux et monuments
- Bords de la Rance maritime.

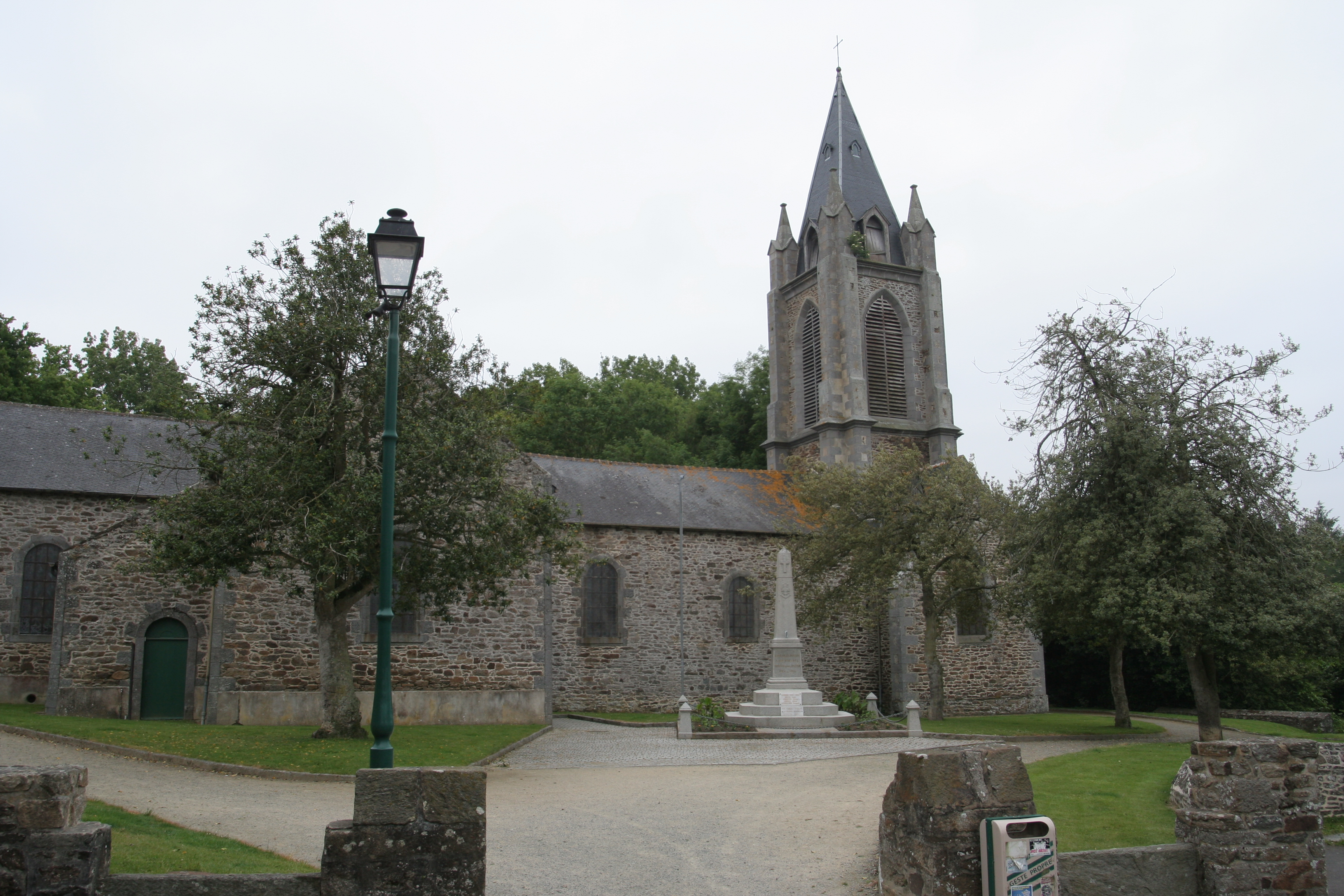
L'église Notre-Dame-et-Sainte-Anne.

- Église Notre-Dame-et-Sainte-Anne, édifiée de 1846 à 1854 par l'architecte Eugène Hawke[23] ; peinture de Valentin Louis Doutreleau.
- Manoir de la Baguais (XVIe siècle).
- Manoir de Vauboeuf au Port-Saint-Jean (1621).
- Malouinière de La Haute-Motte (XVIIIe siècle) et sa motte féodale.
- Calvaires.
- Linteaux de portes en pierres gravées ou sculptées[24].
- Disparus : l'ancien hospice et chapelle de l'ordre de Saint Jean de Malte (au Port-Saint-Jean) et l'antique chapelle Saint-Gilles de Dolet.

Au port Saint-Jean, on trouve deux ponts sur la Rance : le pont Saint-Hubert, suspendu, 286 m (1957-1959) et le pont Châteaubriand, en arc, 265 m (1991).

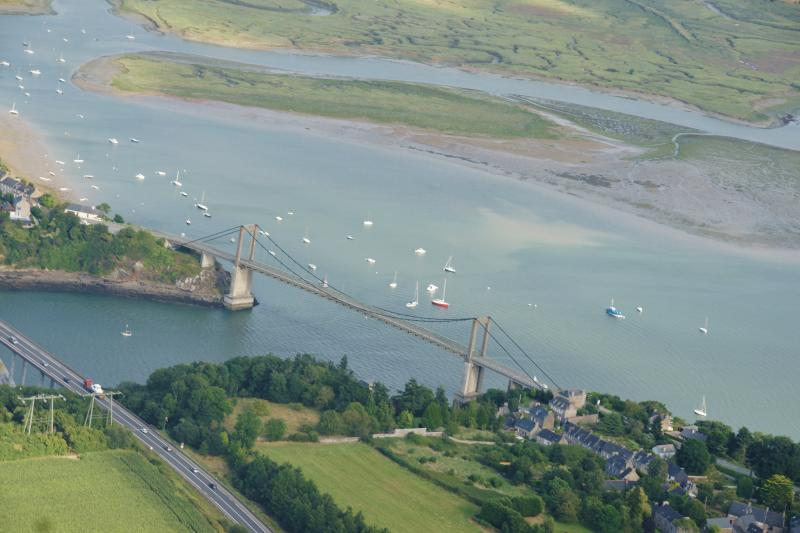
Vue aérienne.
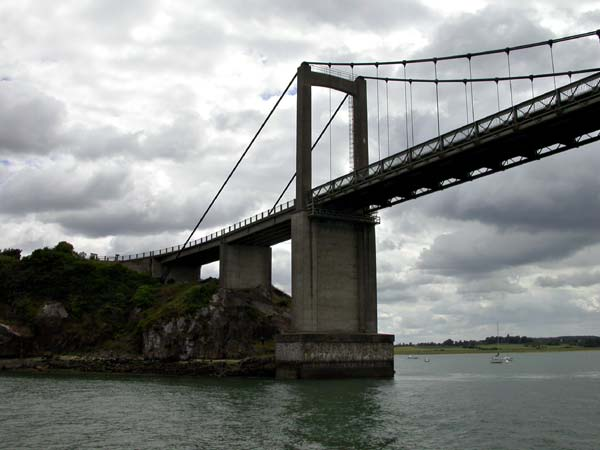
Le pont Saint-Hubert.
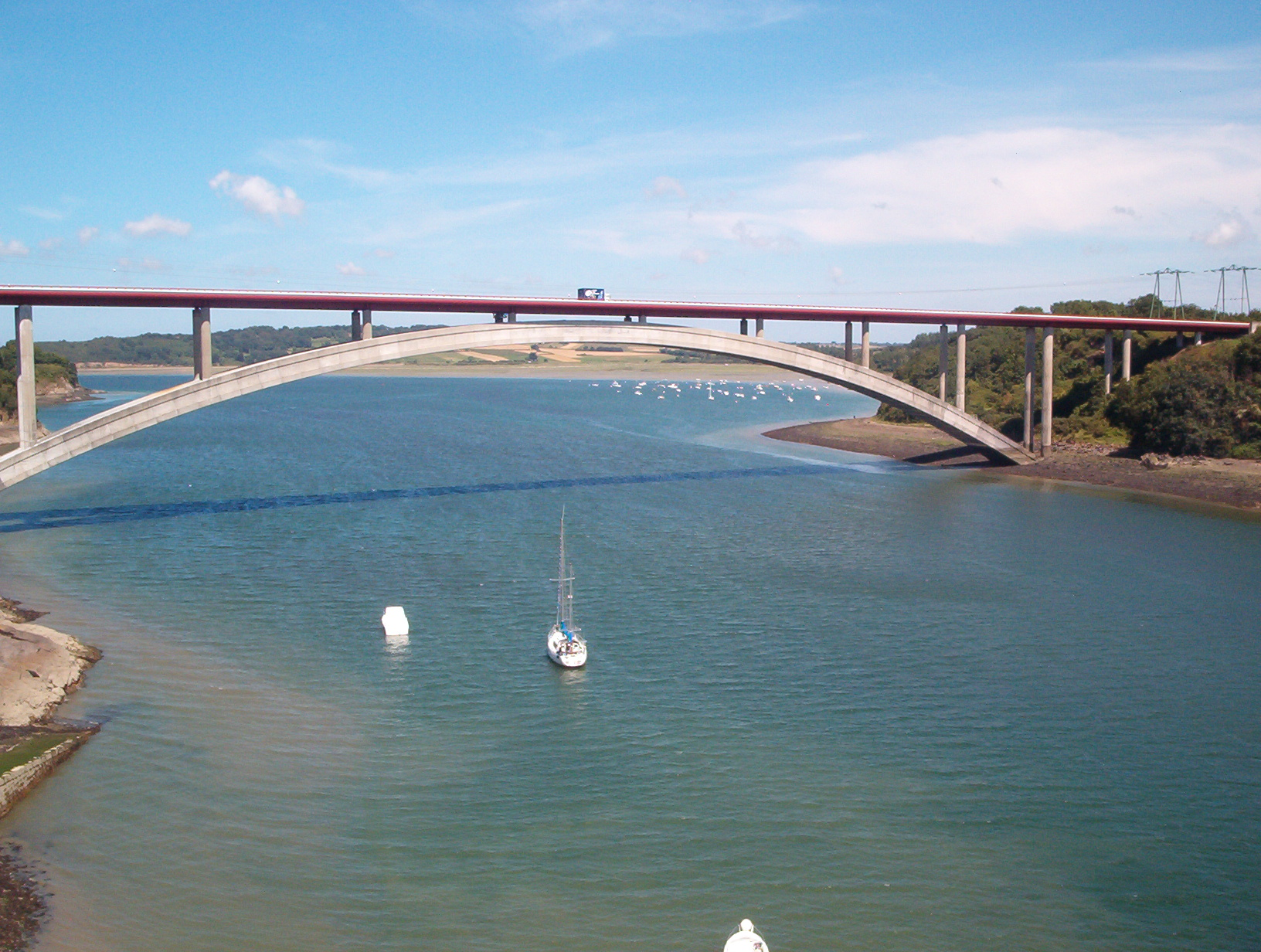
Le pont Châteaubriand.